# Куболово
Куболово — деревня в Ям-Тёсовском сельском поселении Лужского района Ленинградской области.

## История
Деревня Кублова, упоминается на карте Новгородского наместничества 1792 года А. М. Вильбрехта.

КУБОЛОВО — деревня при реке Рыденке. Куболовского сельского общества, прихода села Климентовского.
 
Крестьянских дворов — 25. Строений — 157, в том числе жилых — 23. Две ветряные мельницы.

Число жителей по семейным спискам 1879 г.: 42 м. п., 57 ж. п.; по приходским сведениям 1879 г.: 40 м. п., 59 ж. п.

В конце XIX — начале XX века деревня административно относилась к Тёсовской волости 3-го стана 3-го земского участка Новгородского уезда Новгородской губернии.

КУБОЛОВО — деревня Куболовского сельского общества, дворов — 23, жилых домов — 23, число жителей: 57 м. п., 71 ж. п. 

Занятия жителей — земледелие, выпас телят. Мелочная лавка. (1907 год)

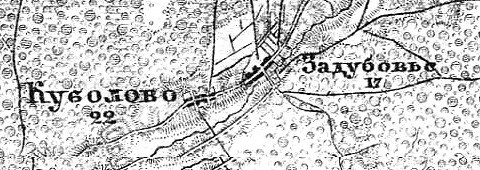
Деревня Куболово на карте 1915 года

Согласно карте из «Исторического атласа Санкт-Петербургской Губернии» 1915 года деревня называлась Куболово и насчитывала 22 крестьянских двора.
С 1917 по 1927 год деревня называлась Кубалово и входила в состав Тёсовской волости Новгородского уезда Новгородской губернии.
С 1927 года, в составе Березницкого сельсовета Оредежского района.
В 1928 году население деревни Кубалово составляло 120 человек.
С 1930 года, в составе Мало-Березницкого сельсовета.
По данным 1933 года деревня Куболово входила в состав Березницкого сельсовета Оредежского района.

План деревни Куболово. 1937 год

Согласно топографической карте 1937 года, деревня насчитывала 24 крестьянских двора.
Деревня была освобождена от немецко-фашистских оккупантов 4 февраля 1944 года.
С 1954 года, в составе Заручьёвского сельсовета.
С 1959 года, в составе Лужского района.
В 1965 году население деревни составляло 22 человека.
По данным 1966 года деревня Куболово также входила в состав Заручьёвского сельсовета Лужского района.
По данным 1973 и 1990 годов деревня Куболово входила в состав Приозёрного сельсовета.
В 1997 году в деревне Куболово Приозёрной волости проживали 9 человек, в 2002 году — 14 человек (русские — 86 %).
В 2007 году в деревне Куболово Ям-Тёсовского СП проживали 6 человек, в 2010 году также 6, в 2013 году — 3.

## География
Деревня расположена в восточной части района близ автодороги 41А-004 (Павлово — Мга — Луга).
Расстояние до административного центра поселения — 28 км.
Расстояние до ближайшей железнодорожной станции Чолово — 33 км. 
Деревня находится на правом берегу реки Рыденка.

## Демография
| 1879 | 1909 | 1928 | 1965 | 1997 | 2007 | 2010 |
| ---- | ---- | ---- | ---- | ---- | ---- | ---- |
| 99   | ↗128 | ↘120 | ↘22  | ↘9   | ↘6   | →6   |
| 2013 | 2017 |      |      |      |      |      |
| ↘3   | →3   |      |      |      |      |      |

## Улицы
Центральная.